# Reeves (Familienname)
Reeves ist ein englischer Familienname.

## Herkunft und Bedeutung
Reeves ist eine Variante zu Reeve. Siehe dort zu näherer Erläuterung.

## Namensträger
- Aaron Reeves (* 1982), britischer Soziologe
- Alan Reeves (Komponist), britischer Filmkomponist, Filmproduzent und Organist
- Alan Reeves (Fußballspieler) (* 1967), englischer Fußballspieler
- Albert L. Reeves (1873–1971), US-amerikanischer Jurist
- Albert L. Reeves junior (1906–1987), US-amerikanischer Politiker
- Alec Reeves (1902–1971), britischer Ingenieur und Erfinder
- Ambrose Reeves (1899–1980), Geistlicher der Anglikanischen Gemeinschaft, Bischof von Johannesburg
- Andrew Reeves (* 1971), deutscher DJ und Musik-Produzent
- Ann Maria Reeves Jarvis (1832–1905), US-amerikanische „Mutter des Muttertages“
- Bass Reeves (1838–1910), US-amerikanischer Polizist
- Ben Reeves (* 1991), nordirischer Fußballspieler
- Benjamin Harrison Reeves (1787–1849), US-amerikanischer Politiker
- Bill Reeves (1875–1944), englischer Cricketspieler
- Billy Reeves (* 1965), britischer Liedtexter und Rundfunkmoderator
- Bryant Reeves (* 1973), US-amerikanischer Basketballspieler
- Carlton W. Reeves (* 1964), US-amerikanischer Jurist
- Christopher Reeves (Schachkomponist) (1939–2012), britischer Schachkomponist
- Christopher Reeves (Eishockeyspieler) (* 1989), südafrikanischer Eishockeyspieler
- Christopher Reeves (Fußballspieler) (* 1997), Fußballspieler der Cayman Islands
- Christopher B. Reeves (* 1958), amerikanischer Toningenieur
- Dan Reeves (Clubbesitzer) (1912–1971), US-amerikanischer American-Football-Clubbesitzer
- Dan Reeves (Footballtrainer) (1944–2022), US-amerikanischer American-Football-Spieler und -Trainer
- Daniel Reeves (auch Dan Reeves; * 1948), US-amerikanischer Kameramann und Videokünstler
- Danny C. Reeves (* 1957), US-amerikanischer Richter
- Dean Reeves (* 1995), marokkanischer Radrennfahrer
- Del Reeves (1932–2007), US-amerikanischer Countrysänger und Songwriter
- Dianne Reeves (* 1956), US-amerikanische Jazzsängerin und Songautorin
- Ellie Reeves (* 1980), britische Politikerin
- Gareth Reeves, neuseeländischer Schauspieler und Synchronsprecher
- George R. Reeves (1826–1882), demokratischer Sprecher des Repräsentantenhauses des Bundesstaates Texas
- George Reeves (1914–1959), US-amerikanischer Schauspieler
- Glenn Reeves (1932–1999), amerikanischer Rockabillysänger
- Goebel Reeves (1899–1959), US-amerikanischer Sänger
- Greg Reeves, amerikanischer Bassist
- Gregory Scott Reeves (* 1966), US-amerikanischer Schauspieler und Country-Sänger
- Helen Reeves (* 1980), britische Kanutin
- Henry Augustus Reeves (1832–1916), US-amerikanischer Politiker
- Herbert Reeves (1869–1936), britisch-österreich-ungarischer Trainer von Rennpferden
- Hubert Reeves (1932–2023), kanadischer Physiker
- Jabez Reeves (* 2002), liberianischer Sprinter
- Jalen Reeves-Maybin (* 1995), US-amerikanischer American-Football-Spieler
- Jazmine Reeves (* 1992), US-amerikanische Fußballspielerin
- Jesse Siddall Reeves (1872–1942), US-amerikanischer Rechts- und Politikwissenschaftler
- Jim Reeves (1923–1964), US-amerikanischer Countrysänger
- Jim Reeves (Sänger, 1968) (1968–2016), deutscher Sänger
- Josephine Reeves (* 2001), neuseeländische Hochspringerin
- Juliet Reeves London (* 1978), US-amerikanische Schauspielerin
- Keanu Reeves (* 1964), kanadischer Schauspieler und Musiker
- Kenzie Reeves (* 1997), US-amerikanische Pornodarstellerin
- Kona Reeves (* 1991), amerikanischer Wrestler
- Lewis Reeves (* 1988), britischer Schauspieler
- Magdalene Stuart Reeves (1865–1953), neuseeländische Suffragette, Sozialreformerin und Autorin
- Martha Reeves (* 1941), US-amerikanische Soulsängerin
- Martin Reeves (* 1981), englischer Fußballspieler
- Mary Gray-Reeves (* 1962), US-amerikanische Geistliche, Bischöfin in Saratoga
- Matt Reeves (* 1966), US-amerikanischer Regisseur, Drehbuchautor und Filmproduzent
- Michael Reeves (1943–1969), englischer Regisseur und Drehbuchautor
- Milton Reeves (1864–1925), US-amerikanischer Automobilbauer und Erfinder
- Nat Reeves (* 1955), US-amerikanischer Jazzmusiker und Hochschullehrer
- Nicholas Reeves (* 1956), englischer Ägyptologe
- Nigel Reeves (1939–2018), britischer Germanist
- Olivia Reeves (* 2003), US-amerikanische Gewichtheberin
- Paul Reeves (Bischof, 1918) (1918–2010), US-amerikanischer episkopaler Geistlicher, Bischof von Georgia
- Paul Reeves (Bischof, 1932) (1932–2011), neuseeländischer anglikanischer Geistlicher und Generalgouverneur
- Paul Reeves (Sänger) (* 1974), britischer Opernsänger (Bass)
- Perrey Reeves (* 1970), US-amerikanische Schauspielerin
- Rachel Reeves (* 1979), britische Politikerin (Labour Party) und Wirtschaftswissenschaftlerin
- Richard Reeves (Schauspieler) (1912–1967), US-amerikanischer Schauspieler
- Richard Reeves (Kolumnist) (1936–2020), US-amerikanischer Autor und Kolumnist
- Richard Reeves (Autor) (* 1969), anglo-amerikanischer Wissenschaftler und Autor
- River Reeves († 2016), britischer Rockmusiker, siehe Viola Beach
- Roberta Reeves (1930–1981), US-amerikanische Schauspielerin und Filmproduzentin
- Rosser Reeves (1910–1984), US-amerikanischer Marketingtheoretiker
- Ruben Reeves (auch Reuben Reeves; 1905–1975), US-amerikanischer Trompeter
- Samantha Reeves (* 1979), US-amerikanische Tennisspielerin
- Saskia Reeves (* 1961), britische Schauspielerin
- Shary Reeves (* 1969), deutsche Schauspielerin
- Steve Reeves (1926–2000), US-amerikanischer Schauspieler und Bodybuilder
- Sims Reeves (1821–1900), britischer Tenorsänger
- Tate Reeves (* 1974), US-amerikanischer Politiker
- Teri Reeves (* 1981), US-amerikanische Schauspielerin
- Tim Reeves (* 1972), britischer Motorradrennfahrer
- Vic Reeves (* 1959), englischer Sänger und Comedian
- Walter Reeves (1848–1909), US-amerikanischer Politiker
- William Reeves (Komponist) (1757–1815), britischer Komponist und Organist
- William Reeves (Bischof) (1815–1892), irischer Bischof
- William Reeves (Journalist) (1825–1891), neuseeländischer Journalist und Politiker
- William Reeves (Informatiker), kanadischer Informatiker und Filmtechniker
- William Pember Reeves (1857–1932), neuseeländischer Staatsmann, Historiker und Dichter